# Hōjō Tokiyuki (北条 時行)
Hōjō Tokiyuki (北条 時行, falecido em 21 de junho de 1353) foi um samurai do clã Hōjō que lutou a favor e contra a Corte Imperial[a]. Seu pai era Hōjō Takatoki, um regente shogunal e governante de fato do xogunato Kamakura.

## Biografia
Tokiyuki lutou contra as forças imperiais e as dos Ashikaga para salvar o xogunato Kamakura, do qual seu clã foi o governante por mais de um século. Após o cerco de Kamakura em 1333, o suicídio de seu pai e a destruição quase completa de sua família, ele escapou para a província de Shinano e para a casa de Suwa Yorishige, onde reuniu um exército para retornar e tentar retomar o poder. Ele voltou a Kamakura em 1335, forçando Ashikaga Tadayoshi a fugir antes que ele fosse forçado a fugir pelo irmão mais velho de Tadayoshi e futuro xogum Ashikaga Takauji . 
Pouco depois de sua derrota, Tokiyuki pediu perdão ao Imperador Go-Daigo e entrou formalmente a serviço da Corte do Sul (então rival do xogunato Ashikaga e da Corte do Norte ), lutando sob o comando de Kitabatake Akiie e, mais tarde, do Príncipe Munenaga . Ele também auxiliou na reconquista de Kamakura em 1352, liderada por Nitta Yoshioki . Entretanto, quando Nitta foi derrotado e perseguido por Ashikaga Takauji e buscou refúgio na província de Echigo, Tokiyuki fugiu para a província de Sagami, onde foi descoberto e decapitado por forças leais aos Ashikaga.

## Na cultura popular
Hōjō Tokiyuki é o protagonista de The Elusive Samurai, uma série de mangá que começou em janeiro de 2021. Ele é retratado como um jovem talentoso em fugir e se esconder.